# Feldbahn der Sandgruben von Villeneuve-sur-Verberie und Roberval
| Feldbahnbetrieb in der Sandgrube Sablière de Villeneuve |                     |                                    |                                    |
| Streckenverlauf um 1950 auf einer heutigen Karte |                     |                                    |                                    |
| Streckenlänge: | 6,5 km              |                                    |                                    |
| Spurweite: | 600 mm (Schmalspur) |                                    |                                    |
| |                     |                                    |                                    |
| \| \| \| Oise \| \| \| \| 0 \| Hafen \| Hafen \| \| \| \| Départementsstraße 123 \| \| \| \| \| Moru (Pontpoint) \| \| \| \| \| Gemeindegrenze Pontpoint/Roberval \| \| \| \| \| \| \| \| \| \| Depot \| \| \| \| \| Gravière du Plant Standseilbahn \| \| \| \| \| Weiler Le Guidon \| \| \| \| \| Roberval \| \| \| \| \| Gemeindegrenze Roberval/Villeneuve \| \| \| \| \| Carrière du Carnage Standseilbahn \| \| \| \| \| Villeneuve-sur-Verberie \| \| \| \| \| \| \| \| \| 6,5 \| Sablière de Villeneuve[2][3] \| Sablière de Villeneuve[2][3] \| |                     |                                    |                                    |
| |                     | Oise                               |                                    |
| Betriebs-/Güterbahnhof Streckenanfang (Strecke außer Betrieb) | 0                   | Hafen                              | Hafen                              |
| |                     | Départementsstraße 123             |                                    |
| Strecke (außer Betrieb) |                     | Moru (Pontpoint)                   | Moru (Pontpoint)                   |
| Grenze (Strecke außer Betrieb) |                     | Gemeindegrenze Pontpoint/Roberval  | Gemeindegrenze Pontpoint/Roberval  |
| Strecke von links (außer Betrieb) · Abzweig geradeaus und nach rechts (Strecke außer Betrieb) |                     |                                    |                                    |
| Dienststation / Betriebs- oder Güterbahnhof (Strecke außer Betrieb) · Strecke (außer Betrieb) |                     | Depot                              | Depot                              |
| Strecke (außer Betrieb) |                     | Gravière du Plant Standseilbahn    | Gravière du Plant Standseilbahn    |
| Strecke (außer Betrieb) |                     | Weiler Le Guidon                   | Weiler Le Guidon                   |
| Strecke (außer Betrieb) |                     | Roberval                           | Roberval                           |
| Grenze (Strecke außer Betrieb) |                     | Gemeindegrenze Roberval/Villeneuve | Gemeindegrenze Roberval/Villeneuve |
| Abzweig geradeaus und nach links (Strecke außer Betrieb) |                     | Carrière du Carnage Standseilbahn  | Carrière du Carnage Standseilbahn  |
| Strecke (außer Betrieb) |                     | Villeneuve-sur-Verberie            | Villeneuve-sur-Verberie            |
| Strecke von links (außer Betrieb) · Abzweig geradeaus und nach rechts (Strecke außer Betrieb) |                     |                                    |                                    |
| | 6,5                 | Sablière de Villeneuve             | Sablière de Villeneuve             |

Die Feldbahn der Sandgruben von Villeneuve-sur-Verberie und Roberval (französisch La voie ferrée de Villeneuve-sur-Verberie et Roberval à Moru) war eine Schmalspurbahn mit einer Spurweite von 600 mm von den Sandgruben bei Villeneuve-sur-Verberie und Roberval zum Hafen bei Moru an der Oise im Département Oise in der Region Hauts-de-France (vor 2016: Picardie).

## Streckenverlauf

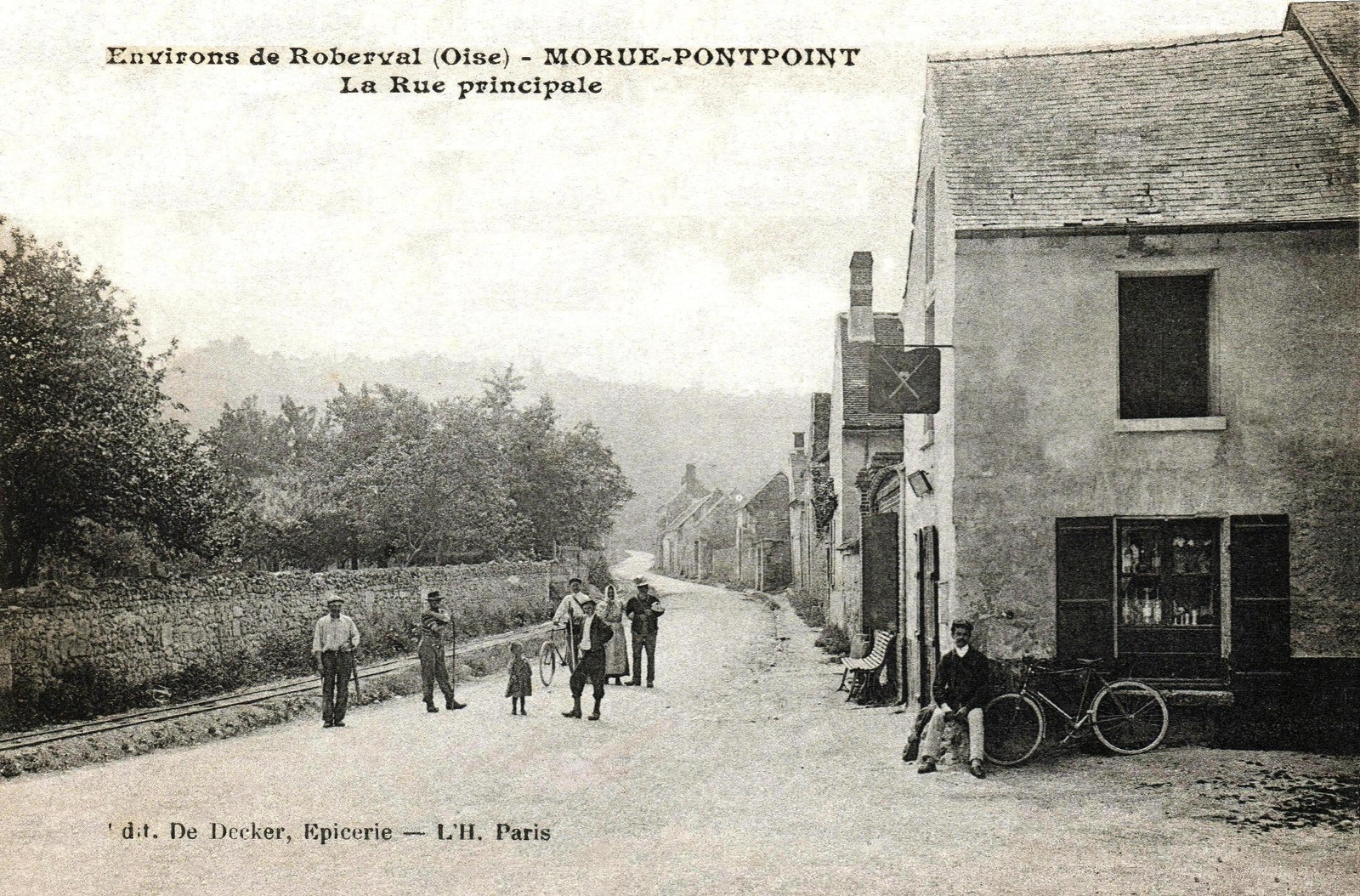
Streckenverlauf in der Hauptstraße von Moru-Pontpoint

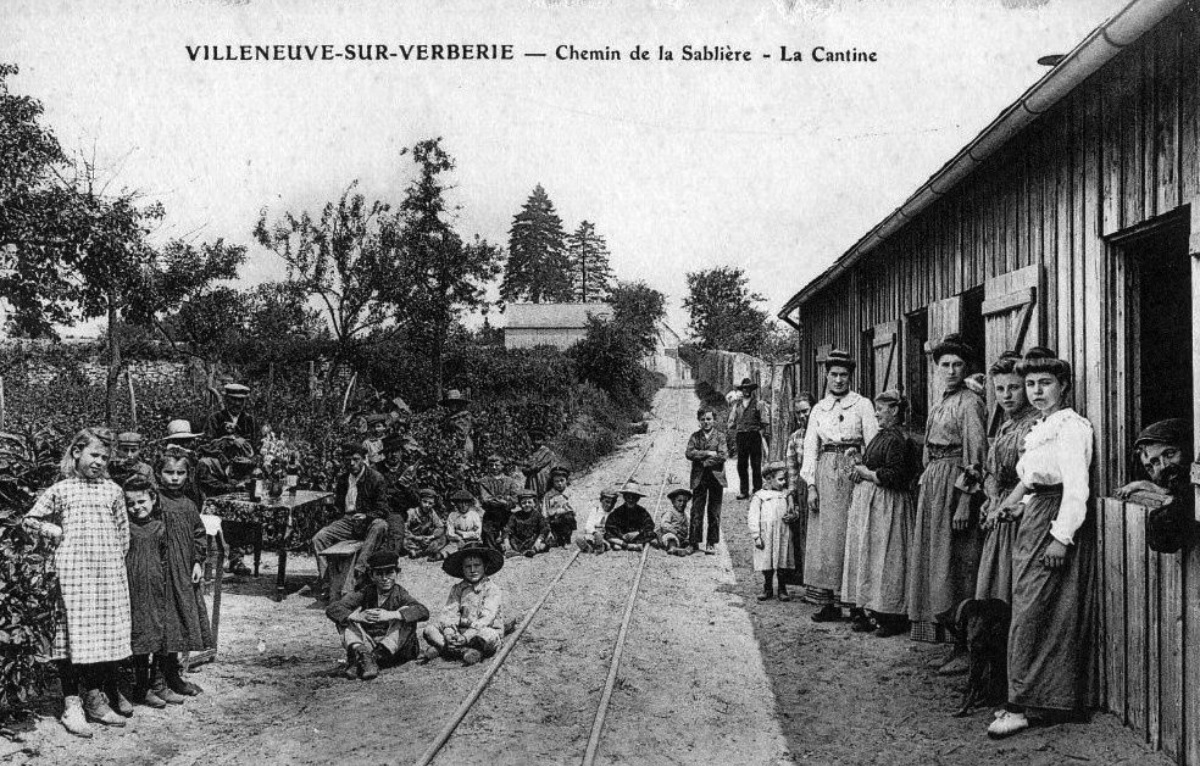
Kantine an der Feldbahn zur Sandgrube in Villeneuve

Die etwa 6,5 km lange Strecke mit einer Spurweite von 600 mm startete in der Sandgrube Sablière de Villeneuve, führte auf einer Nebenstraße durch Roberval zur Talstation der Standseilbahn des Steinbruchs Carrière du Carnage. Von dort führte sie durch den Weiler Le Guidon, zum Depot an der Talstation der Standseilbahn der Kiesgrube Gravière du Plant in Roberval und endete am Hafen von Moru an der Oise.

## Geschichte
Die Feldbahn wurde am Ende des 19. Jahrhunderts erstmals verlegt. Die Lokomotiven und Wagen wurden während des Ersten Weltkriegs von der Armee beschlagnahmt und an der Front benutzt. Die Kiesgrube Gravière du Plant stellte um 1918 den Betrieb ein, aber der Steinbruch Carrière du Carnage und die Sandgrube von Villeneuve-sur-Verberie blieben weiter in Betrieb.
Die Société des Sablières de l'Oise, die die drei Steinbrüche besaß, ließ 1920 die Eisenbahnstrecken neu verlegen. Die Schienen der Meterspurbahn von Fleurines und Villers-Saint-Frambourg nach Pont-Sainte-Maxence von den Sandgruben bei Fleurines und Villers-Saint-Frambourg zum Oise-Hafen Pont-Sainte-Maxence wurden abgebaut und stattdessen zwischen Villeneuve-sur-Verberie und Moru verlegt. Dadurch konnten leistungsfähigere Motorlokomotiven bis zu 22 Wagen von 2,5 Tonnen ziehen, während die Dampfloks zuvor nur 12 Wagen ziehen konnten. Die Sandproduktion in der Sandgrube von Villeneuve entsprach etwa 420 t pro Tag, was der Ladung von 1½ Lastkähnen entsprach.
Als die Nordautobahn A1 gebaut wurde, wurde 1964 das Gleis abgebaut. Die Lokomotiven und Wagen wurden an einen Tiefbaubetrieb und den Vergnügungspark La Mer de Sable in Ermenonville verkauft. Die Sandgrube wurde bis zu ihrer Schließung 1982 mit Lastkraftwagen bedient und später als Müllgrube genutzt.

## Lokomotiven
Folgende Lokomotiven wurden auf der Strecke eingesetzt:
- 4 Baldwin
- 1 Englische Dampflok
- 1 Popineau
- 3 Gmeinder
- 3 Deutz
- 1 Baldwin-Willeme
- 1 O&K[6]
- 1 Hunslet 1'C[7]